# Liu Shoubin
Liu Shoubin (in cinese: 刘寿斌S; 3 marzo 1968) è un ex sollevatore cinese che ha gareggiato nella categoria dei pesi gallo (fino a 56 kg).

## Carriera
Liu Shoubin ha debuttato nelle grandi manifestazioni internazionali ottenendo la medaglia d'argento ai Campionati mondiali di Ostrava 1987 con 275 kg nel totale, dietro al bulgaro Neno Terzijski (287,5 kg) e davanti al nordcoreano Li Jae-son (265 kg.), dimostrando di essere particolarmente competitivo nella prova di strappo.
L'anno successivo ha partecipato alle Olimpiadi di Seul, piazzandosi al 4º posto con 267,5 kg nel totale, ma venendo poi avanzato alla medaglia di bronzo in seguito alla squalifica per doping del 1º classificato, il bulgaro Mitko Grăblev. La medaglia d'oro è andata al sovietico Oksen Mirzoyan con 292,5 kg e la medaglia d'argento all'altro cinese He Yingqiang con 287,5 kg.
Nel 1989 Liu Shoubin ha avuto un miglioramento delle proprie prestazioni, arrivando a vincere la medaglia d'argento con 285 kg nel totale ai Campionati mondiali di Atene, dietro al sovietico Hafiz Süleymanov (287,5 kg) e precedendo questa volta il connazionale He Yingqiang (280 kg).
Nel 1990 ha vinto la medaglia d'argento ai Giochi asiatici di Pechino, battuto dal sudcoreano Chun Byung-kwan. Ai successivi Campionati mondiali di Budapest, Liu Shoubin ha festeggiato il più grande successo della sua carriera, in quanto è diventato campione del mondo con 285 kg nel totale, davanti a He Yingqiang e Chun Byung-kwan.
Ai Campionati mondiali del 1991 a Donaueschingen, ha perso il titolo per 2,5 kg contro Chun Byung-kwan, ottenendo comunque la medaglia d'argento con 292,5 kg nel totale, suo record personale.
Ha partecipato per l'ultima volta a una competizione internazionale di alto livello in occasione delle Olimpiadi di Barcellona 1992, realizzando un totale di 277,5 kg, ben al di sotto della prestazione dei precedenti campionati mondiali. Ciononostante, grazie al non elevatissimo livello dei partecipanti a questa gara, questa prestazione gli è stata sufficiente per vincere la medaglia d'argento dietro a Chun Byung-kwan (287,5 kg) e davanti al connazionale Luo Jianming, il quale ha ottenuto lo stesso risultato di Liu Shoubin ma ha perso la medaglia d'argento per il suo peso corporeo di soli 50 grammi più pesante di quello del connazionale.
Durante la sua carriera Liu Shoubin ha realizzato due record mondiali nella prova di strappo, la sua specialità.